# Charles Boursin
Charles Boursin est un entomologiste français né le 6 décembre 1901 à Nantes et décédé le 27 décembre 1971 à Paris.

## Publications
Il commence à publier des travaux entomologiques en 1923 et dès 1934 il se voit attribuer le Prix Constant de la Société entomologique de France pour ses travaux sur les Lepidoptera Noctuidae Trifinae.
En 1938 il entre au Comité de lecture de la revue L'Amateur de papillons, dirigée par Léon Lhomme.
Il décrira de très nombreuses espèces nouvelles de ces noctuelles dont il devient le spécialiste mondial.
Il en établira la liste des espéces françaises en 1964.
Sa bibliothèque et sa collection ont été achetées par le Musée de Karlsruhe.